# Pee Dee (rzeka)
Pee Dee (ang. Pee Dee River, także Great Pee Dee) – rzeka w Stanach Zjednoczonych, na terenie stanów Karolina Północna i Karolina Południowa, dopływ Oceanu Atlantyckiego.
Rzeka powstaje z połączenia rzek Yadkin i Uwharrie, na wysokości 85 m n.p.m., na wschód od miasta Albemarle, w Karolinie Północnej. Rzeka płynie w kierunku południowo-wschodnim. Tuż po przekroczeniu granicy Karoliny Południowej, w okolicach miasta Cheraw, w miejscu gdzie wpada do niej strumień Westfield Creek przyjmuje nazwę Great Pee Dee. Uchodzi do zatoki Winyah, koło miasta Georgetown.
Długość rzeki wynosi 370 km (690 km wraz ze źródłową rzeką Yadkin). Rzeka jest żeglowna na długości 145 km od ujścia.
Nazwa rzeki pochodzi od plemienia Indian Pedee.